# Volvo B58

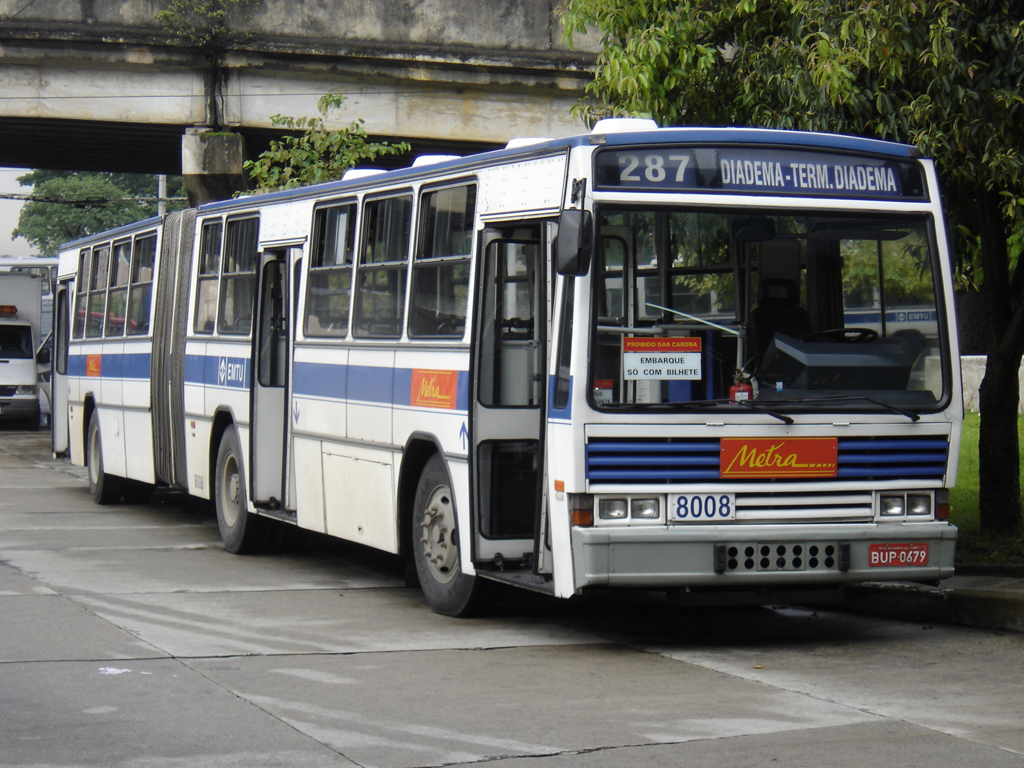
CAIO Vitória articulado com chassi B58, produzido pela CAIO Induscar na primeira metade dos anos 90.

O Volvo B58 ou B58E foi um chassi para ônibus fabricado pela Volvo Buses por cerca de 32 anos, entre 1966 e 1998.
Foi produzido basicamente com motor central, para ônibus de um ou dois andares, voltado para ônibus de tamanho médio, alongados e articulados. Foi substituído pelo mais moderno B10M.

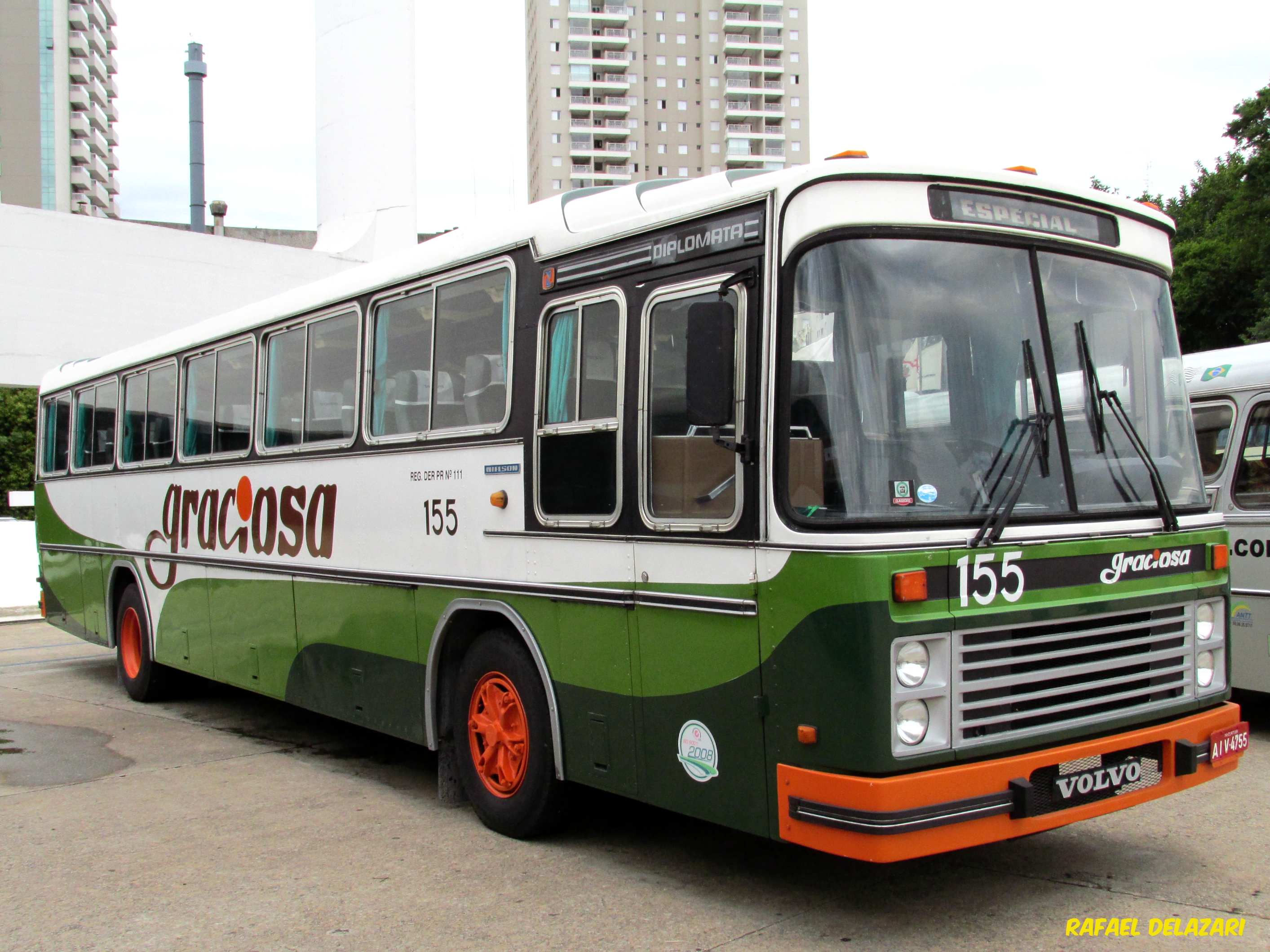
Ônibus Nielson Diplomata, de fabricação brasileira, equipado com o chassi

## Histórico
No Reino Unido, foi vendido para muitos dos principais operadores, incluindo Wallace Arnold e Park's, de Hamilton, de 1972. Muitos dos Volvo B58 no Reino Unido foram construídos como ônibus rodoviários. Um Volvo B58 foi reaproveitado como ônibus de dois andares modelo "East Lancs Droop Nose" em 1984 para a empresa Skills of Nottingham.
Em 1978, a Autoridade de Transportes da Grande Estocolmo (Suécia) encomendou 250 veículos B58.
Até novembro de 2009, a GO Wellington na Nova Zelândia operava 68 trólebus Volvo B58.
Na Austrália, o B58 era popular entre os operadores do governo. A empresa ACTION, colocou 77 em serviço entre 1972 e 1976, o Metropolitan Transport Trust, Tasmania operou 68 ônibus rígidos e três ônibus articulados de setembro de 1975, e a Autoridade de Transportes do Estado, Adelaide operou 65 modelos rígidos e 35 articulados em abril de 1980. O chassi também encontrou um mercado com operadores privados australianos. A Forest Coach Lines comprou 13 entre 1972 e 1984, a empresa Busways 30 entre 1978 e 1981 e, por fim, a Grenda Corporation obteve 18 entre 1980 e 1983. Todos complementaram suas frotas com compras de segunda mão.

### No Brasil
No Brasil, o Volvo B58 (rebatizado de B58E anos depois) inaugurou as atividades da Volvo no Brasil como fabricante de chassis para ônibus. Antes mesmo de sua inauguração em 1979, foi montado de forma experimental sobre o modelo Gabriela Expresso Articulado, da fabricante de carrocerias CAIO em 1977, um B58 importado da Suécia. O modelo foi para o sistema de transporte coletivo de Curitiba.
O chassi foi produzido em solo nacional por aproximadamente 20 anos em Curitiba, de forma oficial entre novembro de 1979 e agosto de 1998. O mesmo B58 foi montado em duas carrocerias teste das fabricantes CAIO e Marcopolo, participantes do Projeto Padron em 1980, visando a melhoria da qualidade do transporte coletivo no país.
Foi utilizado em ônibus urbanos (incluindo trólebus) e rodoviários, em cidades como São Paulo, Curitiba, Porto Alegre, Campinas, Sorocaba, Fortaleza, Salvador e Belo Horizonte. Em 1992 o B58E foi o primeiro chassi biarticulado do Brasil e os primeiros 33 operaram em Curitiba como linha de ônibus expressa (ligeirinho) no sistema BRT da cidade.

### Em Portugal
Foi usado em todas as variantes, sobretudo a partir de meados dos anos 70, por exemplo as versões B58-55, B58-60P e B58-60R muito utilizadas no transporte urbano nas principais cidades portuguesas como Lisboa, Porto, Coimbra e Aveiro.
Em Portugal houve vários ensambladores dos B58-55, B58-60P e B58-60R para uso urbano: CAMO, Salvador Caetano, UTIC.

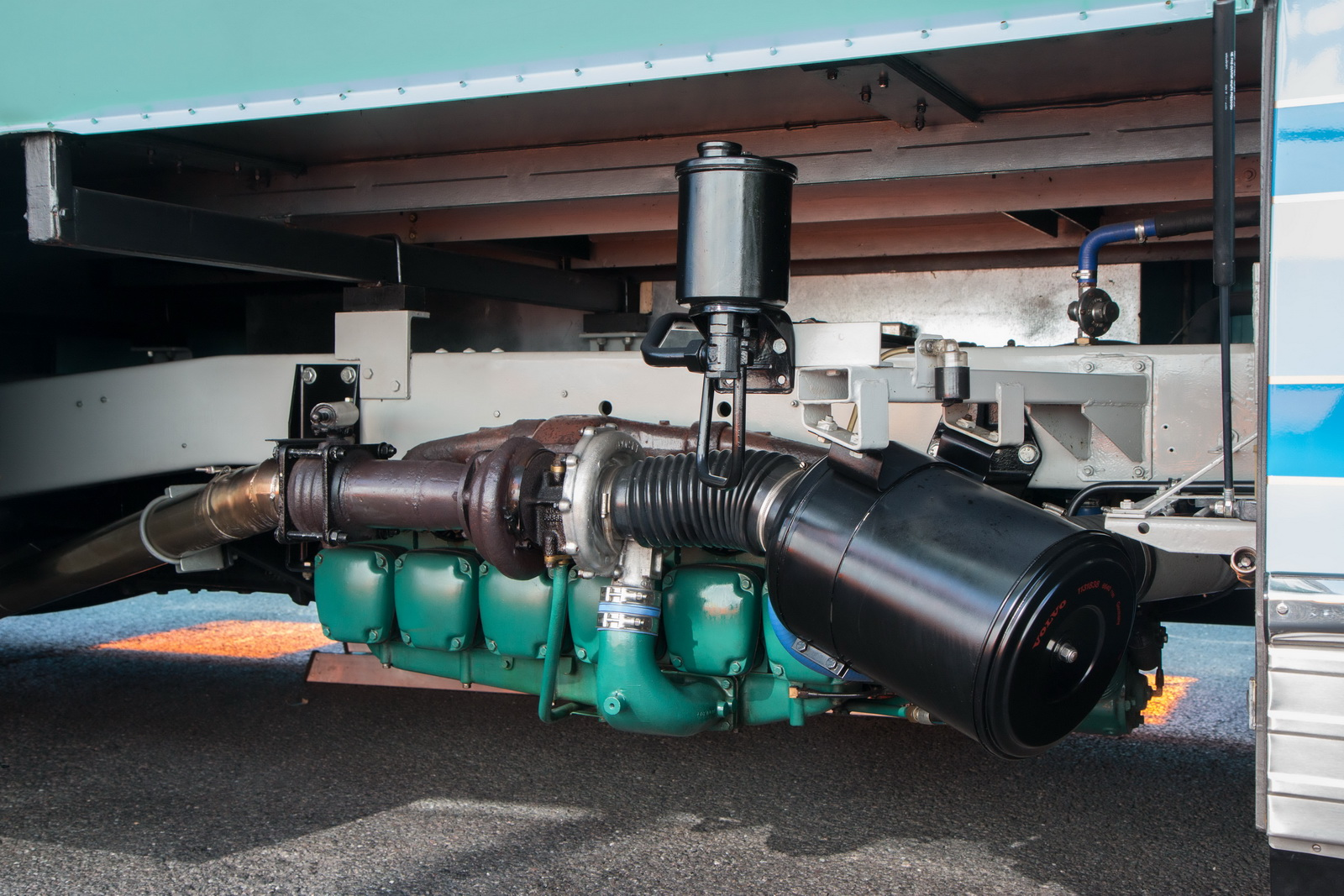
Layout de instalação do motor THD 100, da Volvo, montado deitado entre as travessas do chassi do ônibus